# メタルファイター・MIKU
『メタルファイター♥MIKU』（メタルファイター♥ミク）は、1994年7月8日から9月30日までテレビ東京で金曜7:35〜8:05に放映されたテレビアニメである（1995年に入ると秋田テレビやチューリップテレビでも放送された）。全13話。

## 概要
本作は、近未来の日本を舞台に、リングの上で戦う若き女子プロレスラーたちを描いている。メディアミックス展開を行っており、小説版や本編の後日談にあたるCDドラマ、ゲーム等が存在する。スタッフが書籍上で語ったところによれば続編の製作も計画されていたとのことだが、実現しなかった。
原案・原作としてクレジットされている尾川大作とは、本作品のプロデューサーである日本ビクター（現：フライングドッグ所属）の尾留川宏之の変名である。
J.C.STAFFの元請での初のテレビアニメシリーズである。予定していた監督が急病になったため、当時『幽☆遊☆白書』の演出で注目されていた新房昭之が本作で監督デビューした（本来は絵コンテの予定だった）。尾留川は当初「ニイブサ」と読んでいたため、新監督はシンボウさんではなくニイブサさんにしてくれとJ.C.STAFFと電話で揉める珍事もあった。
脚本は、テロップ上では平野靖士が1〜9話、河原ゆうじが10〜13話を担当していることになっているが、実際には8話は平野によるシナリオを全く使わずに絵コンテが切られ、9話はシナリオの半分以上を河原が改稿した。4話の絵コンテ・演出は放送時は新房昭之がクレジットされていたが、実際には阿部紀之が担当した。これは、阿部が当時『幽☆遊☆白書』の監督をしていたために、名前を伏せて参加したからである。

## あらすじ
主人公みくはネオ・プロレス団体、TWP所属のレスラー。この時代、プロレスはメタルスーツをつけて行うネオ・プロレスへと発展し、レスラーもメタルファイターと呼ばれていた。伝説のネオプロレスチャンピオンアクアマリンに憧れるマイナー団体所属の新人メタルファイターのみくは、三人の同僚ファイターとともに、アイドルレスラーチーム、プリティ・フォーとして売り出されデビューする。彼女らは芝野世界女子プロレスがプロモートする統一チャンピオンシップに出場し、アクアマリンへの挑戦権を得るべくさまざまなファイター達と戦いを繰り広げていく。

## 登場人物

### プリティーフォー
元はTWP所属のアイドルチーム。なお、試合は4人のレスラーで行う。先鋒・次鋒・副将・主将の順に戦い、交代は自由。一度交代した者は再度戦うことはできない。 
みく
声：吉田古奈美
17歳。TWP所属のプロレスユニット・プリティーフォーの一人で、自称「美少女の星 プリティーみく」。ネオプロレス界の女王・アクアマリンに憧れて日本ネオプロレス界に入ってきた美少女。技は未熟だがど根性の持ち主で、底知れぬ才能を秘めている。必殺技の前に自分の名前をちゃんづけで呼ぶ。最終に統一チャンピオンシップでアクアマリンを倒して、新チャンピオンになった。メタルスーツを着た際の髪色は青で、髪型はポニーテールになる。
必殺技
みくちゃんにわとりタイフーン
空中に飛ばして、それを両足に相手の頸部を狭めた状態で高速回転して、相手を倒す。
みくちゃん体重プレス
スーパーフライングキック
プリンセス・ローズマリー・クラッシュ
空中に3つ回転しながら相手に向かって急降下し、ドロップキックを繰り出す。
みくちゃんキック
みくちゃんパンチ

ギンコ
声：折笠愛
17歳。プリティーフォーの一人で、リングネームは「プリティーギンコ」。蹴りを得意とするパワーファイター。かつては町内の女番長であり、リングの下では姉御肌の厚い温和な一面を持つツッパリ少女。みくの良き相談相手。メタルスーツを着た時の髪色は金色。
必殺技
オラオラパンチ

サヤカ
声：根谷美智子
18歳。プリティーフォーの一人で、リングネームは「プリティーサヤカ」。近県の都市出身のお嬢樣。チーム内の最年長者で、4人の中ではリーダー格のオールラウンドファイター。戦闘時に過激な技を連発する。メタルスーツを着た時の髪色は紫。
必殺技
スワンスクリュー

ナナ
声：小野寺麻理子
16歳。プリティーフォーの一人で、リングネームは「プリティーナナ」。頭脳明晰な少女。小柄で身軽なぶりっこファイター。メタルスーツを着た時には髪色はピンク色になり、頭に濃い黄色のリボンをつけている。
必殺技
ハレルヤハリケーン
脚を上げながら高速で回転させ、生成した激しい竜巻で相手を吹き飛ばす。体力を消費することもある。
ナナスピン
竜巻に身を包み、相手の弱点を突くことができる。

### プリティーフォーを支える人々
周防英一（すおう えいいち）
声：梁田清之
30歳。一見ただの酒好きなおっさんだが、昔はアクアマリンのコーチもつとめた名コーチだった。みくの素質に注目する。
原宿藤吉郎（はらじゅく とうきちろう）
声：中博史
51歳。TWP社長。
原宿昌代（はらじゅく まさよ）
声：水原リン、峰あつ子
40歳。原宿籐吉郎の妻。元プロレスラー。
丸米金太（まるこめ きんた）
声：三木眞一郎
17歳。TWPのメカニック担当。みくに惚れている。

### SWWP（芝野世界女子プロレス）
芝野幸三（しばの こうぞう）
声：龍田直樹
51歳。芝野世界女子プロレスの社長。TWPの原宿夫妻とは因縁浅からぬ仲で、手段をとわずプリティーフォーを潰そうとする。
芝野直也（しばの なおや）
声：藤原啓治
芝野幸三の息子。父の命令により、ギンコの引き抜きやみくのナンパを仕掛ける小悪人。
芝野葉子（しばの ようこ）
声：篠原恵美
25歳。芝野世界女子プロレスの代表。統一チャンピオンシップの開催を画策する。月光のジュエリーズ、花鳥風月、星狼組など強力なレスラー軍団を送り出し、TWPのプリティーフォー潰しに掛かる。
月光のジュエリーズのリーダーであるサファイアの正体。ただし、小説版ではサファイアと芝野葉子は別人である。
マスカーズ
声：こおろぎさとみ
「吉原マキ」と名乗り、みくたちの所属するTWPを潜入させて様々な悪事を行う。

### ネオプロレス団体

#### デビルシスターズ
みくたちのデビュー戦に登場する相手。コウモリのような翼を持ち、金色のマスクで覆っている。メフィスト（先鋒）、ピッグゴプリン（副将）の2人を知る。

#### クラッシャーズ
みくたちの正式の初戦相手。CWP所属。気が強く、アクアマリンを打倒する妄言を放った。機械装置というメタルスーツを装着する太い体の4人女性。重力を繰り出す攻撃が得意。ダップ（先鋒）、ローラー（次鋒）、クレイン（副将）、ブル（主将）の4人で組んでいた。
ダンプ
ローラー
クレイン
ブル

#### くのー軍団
マッスルギアを装着した特訓を続けるみくたちの前に突然現れた4人のSWWP所属するプロレス団体、みくたちを襲っていた。忍者の風貌をしている。

#### 花鳥風月
みくたちのSWWPに所属する2番目の相手。リポンを繰り出す攻撃が得意。花子（主将）、鳥子（先鋒）、風子（次鋒）、月子（副将）の4人で組んでいた。
花子（ハナコ）
声：渡辺美佐
鳥子（トリコ）
風子（ガゼコ）
月子（ツキコ）

#### 銀河四銃士・星狼組
白い狼の耳というメタルスーツを装着する。鋭い爪を繰り出す攻撃が得意。ペガサス座のヒメ（副将）、プレアデス星団のメイ（先鋒）、オリオン座のユキ（主将）、アンドロメダ座のマリ（次鋒）の4人で組んでいた。
ヒメ
声：川上とも子
メイ
声：武政弘子
ユキ
マリ
声：中沢みどり

#### 月光のジュエリーズ
SWWP所属する実力が一番高くプロレス団体。サファイア（主将）、パール（先鋒）、ルビー（次鋒）、エメラルド（副将）の4人で組んでいた。
サファイア
声：篠原恵美
月光のジュエリーズのリーダー。マスクを被っている。
ムーンライトハリケーン
高速回転させ、相手の拘束から逃れることができた。
ニワトリタイフーン
デッドリーサファイアズボム
デンジャラスドライバースペシャル。

パール
声：武政弘子
エメラルド
声：篠原あけみ
ルビー
声：

#### その他のネオプロレス団体
アクアマリン
声：勝生真沙子
日本ネオ・プロレスの女王、伝説のチャンピオンであり、プロレスを始めた経緯や私生活なども一切謎に包まれている美人レスラー。本名は来生 早紀（きすぎ さき）。
キラーアントワネット

マッドコング
声：佐藤智恵
ジャングルの死神・アマゾネス
声：佐藤智恵

### 他の登場人物
梶原（かじわら）
声：菅原淳一
プリティーみくに注目する、ベテランのプロレス記者。
木村カメラマン
声：岩永哲哉
レフリーメカ
声：岩永哲哉
この世界ではレフェリングをこのメカが行うようである。空中に浮いてカウントなどを入れる。
おじいさん
声：菅原淳一
キャスター
声：武政弘子
ゲリラ
声：岩永哲哉
女先生
声：西宏子

## スタッフ
- 原案・原作 - 尾川大作
- 企画 - 小松茂明
- プロデューサー - 亀井洋二・尾留川宏之
- 監督 - 新房昭之
- シリーズ構成 - 平野靖士
- キャラクターデザイン - 本田雄
- ゲストキャラデザイン - 大橋誉志光
- 美術デザイン - 浦田健吉
- 美術監督 - 武藤正敏
- メイン色彩設定 - 志甫聡子
- 撮影監督 - 髙橋明彦
- 編集 - 関一彦、山森重之

- 音響監督 - 渡辺淳
- 音楽 - 川井憲次
- 音楽ディレクター - 伊藤将生
- 音楽製作 - ビクターエンタテインメント
- 特効 - 阿部郷
- オープニングアニメーション作画 - 若林厚史
- エンディングアニメーション作画 - 中沢一登、本田雄
- タイトル - マキ・プロ
- アニメーション制作プロデューサー - 阿部倫久
- アニメーション制作 - J.C.STAFF
- 製作 - 日本ビクター、テレビ東京

## 主題歌
オープニングテーマ「風になるまで」
作詞 - 白峰美津子 / 作曲・編曲 - 岩﨑元是 / 歌 - 桃田佳世子
エンディングテーマ「瞳は1000カラット」
作詞 - 横山武 / 作曲・編曲 - 岩崎元是 / 歌 - 桃田佳世子
挿入歌「Dream Sensation」
作詞 - 横山武 / 作曲・編曲 - 川井憲次 / 歌 - プリティーフォー

## 各話リスト
| 話数 | サブタイトル                                                 | 脚本       | 絵コンテ     | 演出              | 作画監督         | 放送日        |
| ---- | ------------------------------------------------------------ | ---------- | ------------ | ----------------- | ---------------- | ------------- |
| 1    | みくちゃん 試合に出る プリティーフォーVSデビルシスターズ     | 平野靖士   | 浦田保則     | 浦田保則          | 大橋誉志光       | 1994年 7月8日 |
| 2    | みくちゃん 練習する プリティーフォーVSクラッシャーズ         | 平野靖士   | 鈴木行       | 下田正美          | 島村秀一         | 7月15日       |
| 3    | みくちゃん 特訓する プリティーフォーVSくの一軍団             | 平野靖士   | 須藤典彦     | 須藤典彦          | 坂巻貞彦         | 7月22日       |
| 4    | みくちゃん 疑われる プリティーフォーVSマスカーズ             | 平野靖士   | 阿部紀之     | 阿部紀之          | 和田崇           | 7月29日       |
| 5    | みくちゃん ニワトリになる プリティーフォーVS花鳥風月         | 平野靖士   | 鈴木行       | 浦田保則          | 島村秀一         | 8月5日        |
| 6    | みくちゃん ドキドキしちゃう♥ 月光のジュエリーズVSアマゾネス  | 平野靖士   | 浦田保則     | 浦田保則          | 大橋誉志光       | 8月12日       |
| 7    | みくちゃん 告白する プリティーフォーVS星狼組                 | 平野靖士   | 児玉貴一     | 山崎茂            | 高橋明信         | 8月19日       |
| 8    | みくちゃん 歌姫になる                                        | 平野靖士   | 須藤典彦     | 須藤典彦          | 坂巻貞彦         | 8月26日       |
| 9    | みくちゃん 決勝戦に出る プリティーフォーVS月光のジュエリーズ | 平野靖士   | 中山勝一     | 勝亦祥視          | 深沢幸司         | 9月2日        |
| 10   | みくちゃん 戦争する プリティーみくVSおじいさん               | 河原ゆうじ | 土蛇我現     | 勝亦祥視 日下直義 | 新羽こういちろう | 9月9日        |
| 11   | みくちゃん 空を飛ぶ プリティーみくVSサファイア               | 河原ゆうじ | 高橋なおひと | 高橋なおひと      | 千羽由利子       | 9月16日       |
| 12   | みくちゃん 逃亡する みくちゃんVS周防英一くん                 | 河原ゆうじ | 土蛇我現     | 勝亦祥視 日下直義 | 佐藤和巳         | 9月23日       |
| 13   | みくちゃん 星になる プリティーみくVSアクアマリン             | 河原ゆうじ | 新房昭之     | 新房昭之          | 大橋誉志光       | 9月30日       |

## 放送局
| 対象地域   | 放送局             | 放送期間                      | 放送日時           | 系列           | 備考   |
| ---------- | ------------------ | ----------------------------- | ------------------ | -------------- | ------ |
| 関東広域圏 | テレビ東京         | 1994年7月8日 - 9月30日        | 金曜 7:35 - 7:50   | テレビ東京系列 | 製作局 |
| 秋田県     | 秋田放送           |                               |                    | 日本テレビ系列 | [ 1 ]  |
| 富山県     | チューリップテレビ | 1995年1月29日 - 1995年4月30日 | 日曜 10:00 - 10:30 | TBS系列        |        |

## ゲーム
テレビアニメの続編として制作されたゲームである。ビクターエンタテインメントより1995年9月29日（T-6002G）に発売された。対応機種はセガサターン。
シナリオと会話を重視したアドベンチャー・ビジュアルシミュレーションバトル。フルボイスで、完全オリジナルストーリーの全6話構成になっており各節目に試合が行われる。試合はコマンド選択式でリアルタイムで進行するシミュレーション形式。3カウントフォール、キブアップ、10カウントダウンのいずれかをとれば勝ちとなる。プレイヤーが操作できるのは、みくちゃんだけであり、プレイヤーの目的は主人公を成長させ全試合に勝利することを目的とする。新規アニメーションでも挿入される。オープニングアニメーションの一部は新規描き下ろしの映像になっている。1話分が終わると、テレビアニメと同じ様にエンディングが流れる。

### ストーリー
「TWP」の新人メタルファイター・みくが日本ネオプロレス界のチャンピオンを奪われた半年後に、謎の新団体「獅子の穴」が旗揚げされた。真のチャンピオンを決めるトーナメントの開催を宣言。みくたちは「獅子の穴」からの挑戦状を受けて、再び新たな挑戦を展開する。

### ゲーム版オリジナルキャラクター
伊吹はづみ（いぶき はづみ）
声：水谷優子
みくたちの新コーチで、眼鏡を掛けた知性的な女性。元々は「ウインパンサー」と名乗るメタルファイター。空中殺法と関節技が得意で、アクアマリンと並んでメタルファイターの代表的存在である。
サスベリア凶子
声：天野由梨
キューティーキャンディ
声：藤野かほる
鈴木アナ（すずき あな）
声：鈴木勝美
ジャングル山崎
声：堀内賢雄
ミスZ
声：横尾まり
キャプリーヌをかぶる黒髪のおかっぱの婦人。謎の組織「獅子の穴」の日本代表を務める。真のチャンピオンを決める挑戦状を出した。優勝賞金は現金10億円。
地獄谷博士（じごくだにはくし）
声：長島雄一
デスレディ LP500S
ナレーション
声：石丸博也

### ゲームスタッフ
- 原案・原作：尾川大作
- ゲーム企画：岡部敦（ビクターエンタテインメント）
- アニメーション企画：小松茂明（日本ビクター）
- アニメーションプロデューサー：亀井洋二（テレビ東京）、尾留川宏之（日本ビクター）
- ゲームプロデューサー：中村一夫（ビクターエンタテインメント）
- メインキャラクターデザイン：本田雄
- サブキャラクターデザイン：大橋誉志光、島村秀一
- 作曲：川井憲次
- 色彩設定：志甫聡子
- オープニング絵コンテ・演出・演出監修：新房昭之
- アニメーション制作プロデューサー：阿部倫久（J.C.STAFF）
- アニメーション制作：J.C.STAFF
- 作画監督：島村秀一
- 音響制作：橋本彦士
- 録音ディレクター：渡辺淳
- 録音：丸山光義
- 録音スタジオ：GEN
- 音楽ディレクター：伊藤将生（ビクターエンタテインメント）
- アニメーション制作デスク：西沢正智
- 設定制作：八木充夫
- 制作進行：大貫守健
- 監修：新房昭之、河原ゆうじ
- ゲーム脚本・監督：遠藤正二朗
- アシスタントディレクター：宮内信子
- プログラム：近藤清治、平林義正
- グラフィック：河野敏美、木下崇、原弘幸、渡辺剛志、友竹善太
- グラフィック協力：オカリナシステム、加納保宏
- マニュアル制作：吉良裕、NIPRO
- ビデオ編集：ビデオテック
- ゲーム製作：ビクターエンタテインメント
- 制作：フェイクラフト

### 各話リスト
| 話数 | サブタイトル                                       |
| ---- | -------------------------------------------------- |
| 1    | 獅子の挑戦 プリティーみくVSマッドコング            |
| 2    | 熱血対冷徹 プリティーみくVSキューティーキャンディ  |
| 3    | 波乱のトーナメント開幕 日本女子トーナメント第1回戦 |
| 4    | 激闘！準決勝戦 日本女子トーナメント第2回戦         |
| 5    | 盗まれたメタルスーツ                               |
| 6    | 決戦デスレディ プリティーみくVSデスレディLP-500S   |

### こぼれ話
ゲーム版の脚本を担当した遠藤正二朗は、ゲーム製作前に原作アニメを鑑賞したところ違和感を覚え、それを解消するべくシナリオを執筆した。
女子プロレスラーとしての「メタルファイターMIKU」の生い立ちなどを（勝手に）設定し、両親からの反対や所属ジムの経営状況などを劇中で語っていく中で、女子プロレスの素晴らしさや見守る両親の心情、プロレスにまつわる社会性などを盛り込んだ内容に仕上げたところ、アニメ制作陣に「何でこんな重苦しい話にしたんだ」「この作品は明るく楽しいイメージを売りにしている」と叱責され、大喧嘩となる。結果、シナリオ第一稿は却下され、全面的に書き直した第二稿で製作される運びとなった。
だが、アフレコ後の打ち上げの際に、遠藤はアニメ版の監督である新房昭之に「自分は前の方（第一稿）が良いと思った」と明かされ、無事に和解したという。
ちなみに第一稿のエッセンスは、ゲーム版オリジナルキャラの伊吹はづみに散りばめたのこと。

## 関連商品

### DVD
- メタルファイター♥MIKU·北米正規版 （DVD-BOX全1卷·片面2層ディスク·全話収録2枚組）

### VHS
- メタルファイター♥MIKU 通常版 VHS（全4巻）
  - 「メタルファイター♥MIKU 1 開幕! ネオ女子プロレス統一チャンピオンシップ!!」 発売日：1994年9月23日 JHE-0485
  - 「メタルファイター♥MIKU 2 強敵! SWWP花鳥風月参上!!」 発売日：1994年10月28日 JHE-0486
  - 「メタルファイター♥MIKU 3 対決! プリティーフォー VS 月光のジュエリーズ」 発売日：1994年11月25日 JHE-0487
  - 「メタルファイター♥MIKU 4 決戦! みく VS アクアマリン」 発売日：1995年12月16日 JHE-0488

### LD
- メタルファイター♥MIKU 完全版 LD（全6巻）
  - Vol.1 発売日：1995年1月21日 JLVA-58005
  - Vol.2 発売日：1995年2月22日 JLVA-58006
  - Vol.3 発売日：1995年3月24日 JLVA-58007
  - Vol.4 発売日：1995年4月28日 JLVA-58008
  - Vol.5 発売日：1995年5月24日 JLVA-58009
  - Vol.6 発売日：1995年6月21日 JLVA-78007
    - 第1から5巻は各巻2話収録、第6巻は3話収録。
    - 封入特典
      - オリジナルドラマ収録のシングルCD
      - みくちゃん通信
      - 新作シーン・映像特典
      - 声優メッセージ

### 音楽CD
| 枚               | 発売日            | タイトル                                        | 規格品番         |
| 主題歌シングルCD | 主題歌シングルCD  | 主題歌シングルCD                                | 主題歌シングルCD |
| ---------------- | ----------------- | ----------------------------------------------- | ---------------- |
| 1                | 1994年7月21日     | 風になるまで/瞳は1000カラット                   | VIDL-10537       |
| サウンドトラック |                   |                                                 |                  |
| 1                | 1994年9月21日     | メタルファイター♥MIKU 音楽集                    | VICL-559         |
| 2                | 1995年9月21日     | メタルファイター♥MIKU 〜みくちゃん、爆発する!〜 | VICL-8164        |
| 非売品シングルCD |                   |                                                 |                  |
| ※                | 1995年9月30日応募 | マワシファイター♥OMIKU                          | VSD-1004         |

### 設定資料集
- メタルファイター♥MIKU アニメーション設定資料集

### 公式ガイドブック
- メタルファイター♥MIKU パーフェクトファイル39の謎 （1994年12月発行、キネマ旬報社） ISBN 4-87376-113-1
  - 監修：新房昭之
  - 著者：河原ゆうじ

### 小説版
- メタルファイター♥MIKU 上・下 （1995年3月1日発売、キネマ旬報社）
  - 上：ISBN 4-87376-119-0
  - 下：ISBN 4-87376-120-4
  - 監修：平野靖士
  - 著者：谷田部勝義